# Airlangga Residences
Airlangga Residences (em português Residências de Airlangga) é um arranha-céus em construção, projetado para consistir em duas torres gêmeas, cada uma de 327 metros de altura. Estará localizado em Jacarta, Indonésia.